# RMS Lusitania
L'RMS Lusitania è stato un transatlantico britannico in servizio agli inizi del XX secolo, di proprietà della Cunard Line. Era il gemello del RMS Mauretania e fu affondato nel 1915 dal sommergibile tedesco U-20.

## Le caratteristiche principali

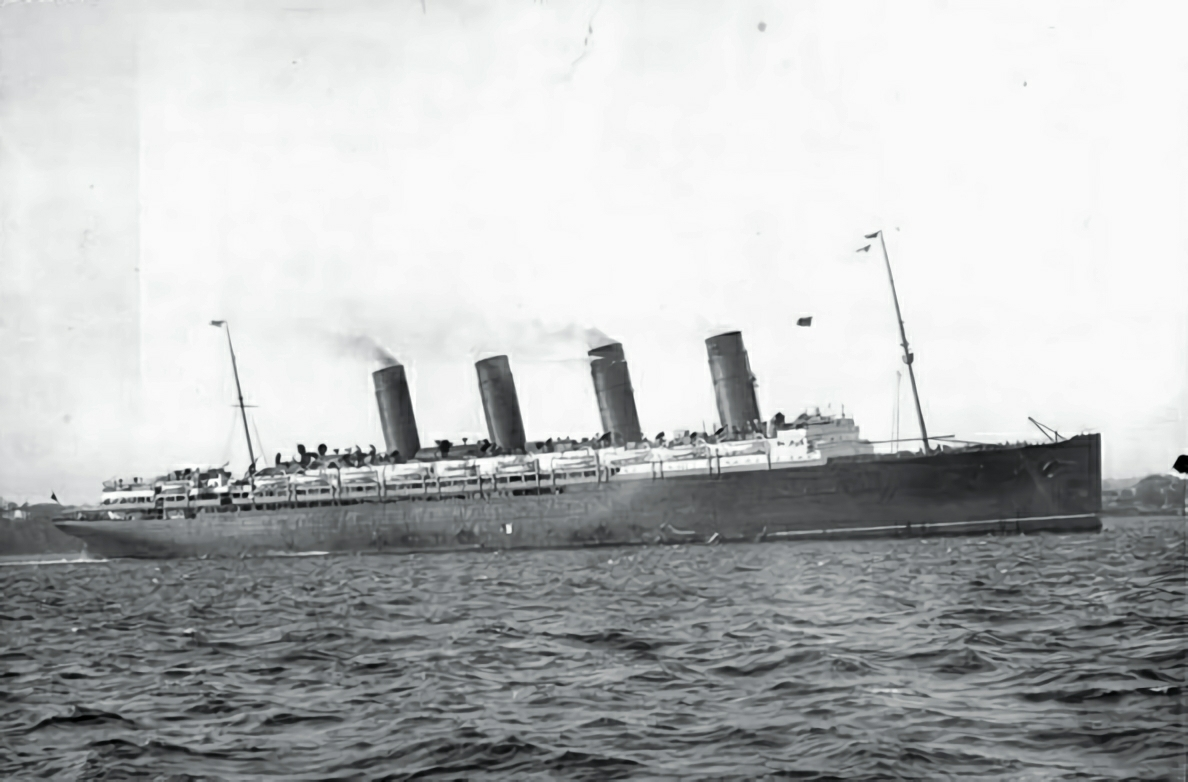
Il Lusitania alla partenza da New York il 1º maggio 1915, per quello che sarebbe diventato il suo ultimo viaggio

Il Lusitania venne costruito nei cantieri navali della John Brown, in Scozia. Venne varato il 7 giugno del 1906, mentre il Mauretania era ancora in fase di costruzione presso i cantieri Swan, Hunter & Wigan Richardson. Il Lusitania era lungo 239,8 m e largo 26,6 m e aveva una stazza di 31 550 tonnellate. Ideato per essere il transatlantico più grande e più veloce mai costruito (fu superato tre mesi dopo in grandezza dal gemello Mauretania; nel 1911 entrambe le navi vennero ampiamente superate in grandezza dal RMS Olympic della compagnia rivale White Star Line, gemello dello sfortunato RMS Titanic), poteva viaggiare a una velocità di 27 nodi (46,3 km/h) e ospitare circa 2 200 persone tra passeggeri ed equipaggio. A differenza di quanto avverrà poi sui giganti della White Star Line, i quattro fumaioli del Lusitania (e lo stesso varrà per quelli del Mauretania) erano tutti funzionanti e utilizzati per evacuare i gas combusti dalle caldaie. I suoi interni erano stati disegnati con grande raffinatezza ed erano caratterizzati da stili diversi.
Il viaggio inaugurale iniziò il 7 settembre 1907 per concludersi a New York sei giorni dopo, il 13 settembre. Nello stesso anno ottenne il record di velocità nella traversata dell'Atlantico verso Ovest (Nastro Azzurro), che migliorò poi per quattro volte fino al 1909, anno in cui gli venne strappato dal gemello Mauretania; tra tutte le navi detentrici del prestigioso riconoscimento, il Lusitania ed il Mauretania rimasero le uniche dotate di turbine ad azione diretta, in quanto tutti i bastimenti che lo vinsero successivamente (tra i quali l'unico italiano fu il Rex, nel 1933) avevano turbine a singola o doppia riduzione.

## L'affondamento delLusitania

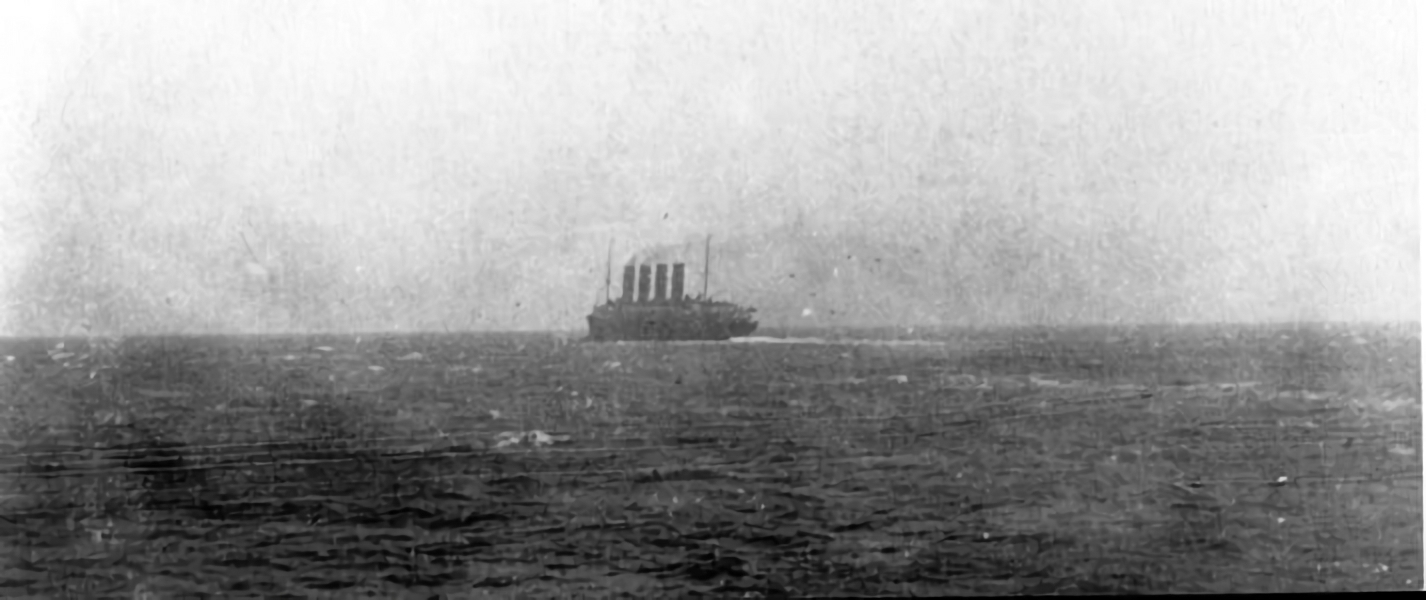
L'ultima foto del Lusitania (1 maggio 1915)

Durante il Consiglio dell'ammiragliato inglese il 19 febbraio 1913, l'allora Primo Lord dell'ammiragliato Winston Churchill decise di avviare le clausole con cui la Cunard aveva accettato di mettere le sue navi a disposizione della Marina Militare. Nei cinque mesi successivi, il Lusitania fu quindi dotato di supporti girevoli per cannoni in modo che su ogni ponte potessero essere installati due cannoni da 6 pollici a tiro rapido.
Una volta esplose le ostilità, la Germania decise di perpetrare la guerra sottomarina indiscriminata per impedire alle navi straniere di fare rotta verso le isole britanniche ed isolarle. Non volendo intraprendere un conflitto aperto contro gli Stati Uniti, che per volontà del presidente Woodrow Wilson erano momentaneamente rimasti neutrali, l'ambasciata tedesca fece pubblicare un avviso sulla stampa statunitense per scoraggiare i cittadini americani dall'imbarcarsi verso il Regno Unito, col consenso del capo del servizio segreto tedesco Franz von Papen. L'avviso, datato 22 aprile 1915, recitava così:
«Ai viaggiatori che intendono intraprendere la traversata atlantica si ricorda che tra la Germania e la Gran Bretagna esiste uno stato di guerra. Si ricorda che la zona di guerra comprende le acque adiacenti alla Gran Bretagna e che, in conformità di un preavviso formale da parte del Governo Tedesco, le imbarcazioni battenti la bandiera della Gran Bretagna o di uno qualsiasi dei suoi alleati sono passibili di distruzione una volta entrati in quelle stesse acque.»

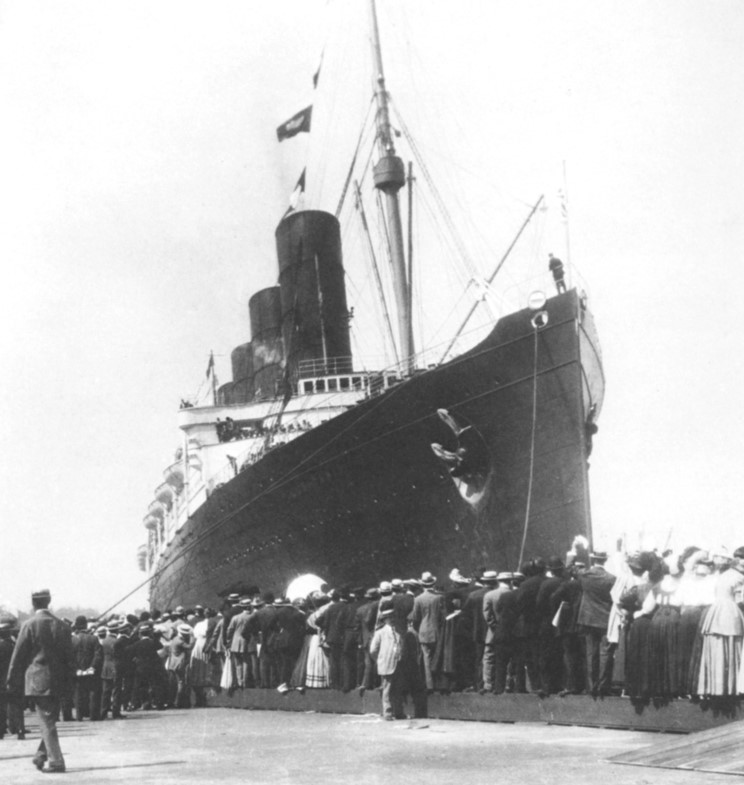
Il Lusitania a New York

Nonostante l'avviso, numerosi cittadini statunitensi - più o meno mille - si imbarcarono sul Lusitania in procinto di salpare da New York il 1º maggio alla volta della Gran Bretagna.
Nella merce imbarcata per questo viaggio, oltre a normali generi di mercanzia e a 1 638 lingotti di rame, figuravano anche materiali per le granate a schegge multiple. Sulla distinta di carico redatta dalla Cunard si leggeva semplicemente la definizione di shrapnel, mentre più precisa era la nota di spedizione della Bethlehem Steel Corporation (la casa fornitrice della merce su richiesta della banca americana Morgan): 1 248 cassette di granate Shrapnel da 3 pollici, con 4 granate per ogni cassetta e 250 cassette per ciascun lotto; ogni lotto pesava 51 tonnellate. La franchigia era stata concessa in base alle norme «merci non esplosive alla rinfusa» mentre la bolla doganale non vi faceva alcun cenno. Vi erano inoltre 4 927 cassette di cartucce con un peso complessivo di 173 tonnellate, destinate al Royal Arsenal di Woolwich. All'ultimo momento, prima della partenza, altre 2 000 casse di munizioni furono trasbordate dalla nave Queen Margaret al Lusitania insieme a 70 passeggeri e 7 marinai, portando così a 1 964 il totale delle persone a bordo.
La Cunard aveva informato il comandante William Thomas Turner che il transatlantico, quando si fosse trovato a circa 40 miglia dalle coste irlandesi, sarebbe stato raggiunto e scortato per il resto del suo viaggio da alcuni elementi della Squadra incrociatori "E"; si trattava in realtà di un solo incrociatore, il Juno. Tuttavia, per decisione di Churchill e del suo Primo Lord del Mare John Fisher, il Juno ricevette l'ordine di abbandonare la missione di scorta e di rientrare alla base di Queenstown (oggi Cobh), poco dopo il mezzogiorno del 5 maggio. A quell'ora il Lusitania si trovava ancora nell'oceano Atlantico e non ricevette alcun avvertimento riguardante la rimozione della scorta. Nel frattempo un sottomarino tedesco, l'U-20, stava scendendo lungo la costa occidentale dell'Irlanda, dirigendosi verso il faro di Fastnet.
Il comandante Kenworthy, membro della sezione politica del servizio informazioni, scrisse in seguito che il transatlantico fu «deliberatamente indirizzato verso un'area in cui era noto che si celasse un U-Boot in agguato». Per contro, tali tesi complottiste, avanzate dallo storico Colin Simpson nel 1972, sono state criticate da più studiosi. Intanto, Churchill non era presente all'ammiragliato nei giorni che precedettero l'evento. Inoltre, in quel periodo molti cacciatorpediniere, invece di essere utilizzati per scortare i mercantili, erano stati mandati ad operare nell'ambito delle operazioni navali nei Dardanelli (1914-1915).

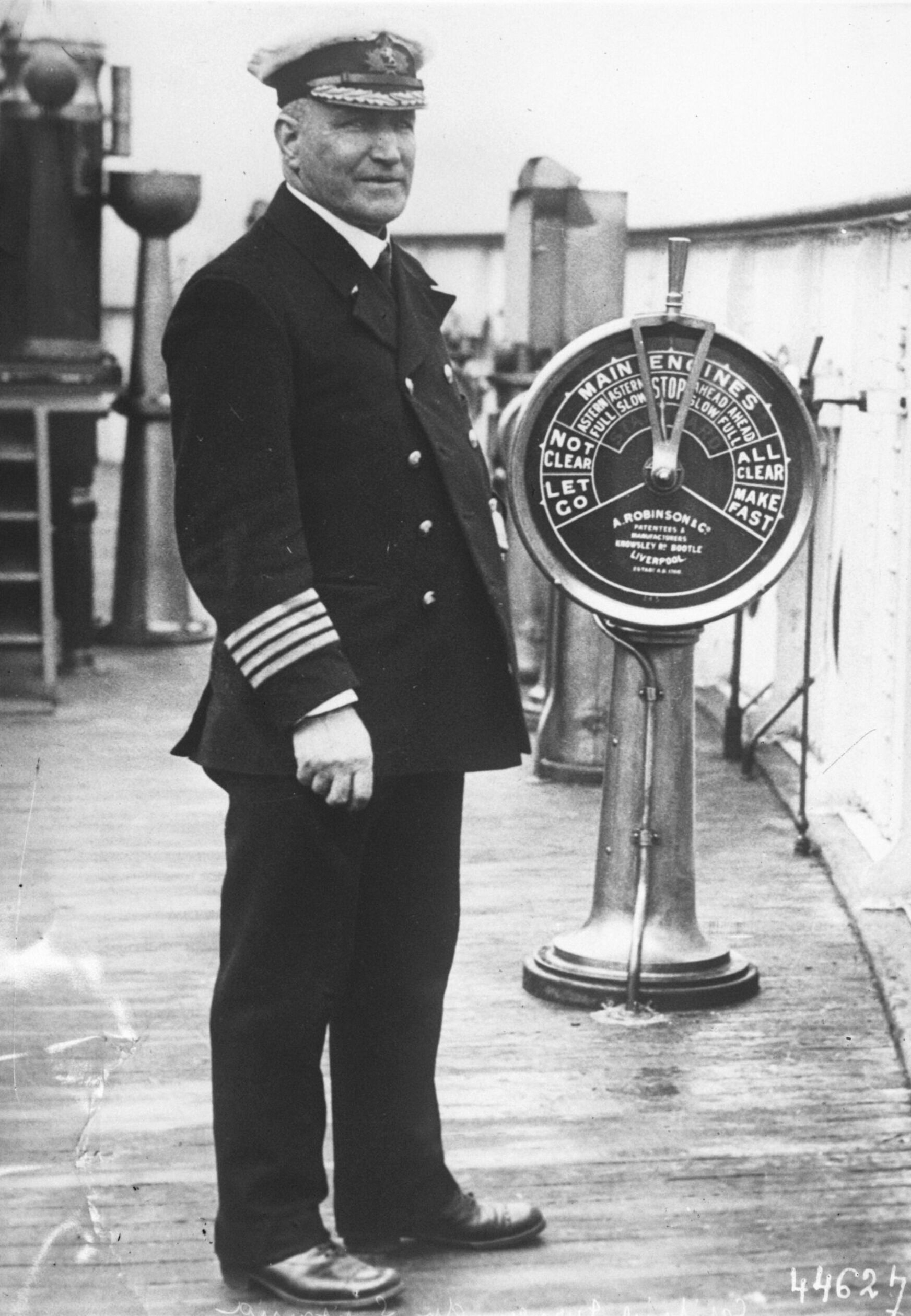
William Thomas Turner, il comandante

Va anche detto che, probabilmente, i membri dell'ammiragliato inglese sottovalutarono il pericolo degli U-Boot in quanto, fino ad allora, quasi tutti gli attacchi dei sottomarini germanici si erano attenuti alle norme internazionali, permettendo agli equipaggi nemici di salvarsi sulle scialuppe prima dell'affondamento. I capitani Von Rosenberg e Schwieger avevano però dato prova di risparmiare solamente gli equipaggi delle navi nemiche disarmate, come era successo per il piroscafo Candidate.
Il 7 maggio il Lusitania, dopo aver forzato il blocco imposto dai tedeschi, si trovava approssimativamente a 30 miglia da Cape Clear, in Irlanda. Il comandante Turner, dirigendosi verso il porto di Queenstown sempre convinto di essere scortato dalla squadra incrociatori "E", decise di ridurre la velocità a 18 nodi in quanto nella zona aleggiava una fitta nebbia. Alle ore 14:10, quando si trovava a 10 miglia a sud dell'Old Head of Kinsale, incrociò il sommergibile U-20, che gli sparò contro un siluro. Dopo l'impatto, a distanza di pochi attimi, a bordo ci fu una seconda esplosione, a quanto pare non provocata dal siluro stesso, come recita il rapporto immediato del comandante Schwieger:
«Lo scoppio del siluro dev'essere stato seguito da un secondo (caldaia, carbone, polvere da sparo?). Le sovrastrutture sovrastanti sono squarciate, scoppia un incendio e la nave comincia a capovolgersi verso dritta appruandosi nel contempo.»
Schwieger passò il periscopio al pilota, il quale esclamò: «Dio santo, ma quello è il Lusitania!», dimostrando quindi che il siluro era stato lanciato senza preoccuparsi di comprendere l'identità del bersaglio.

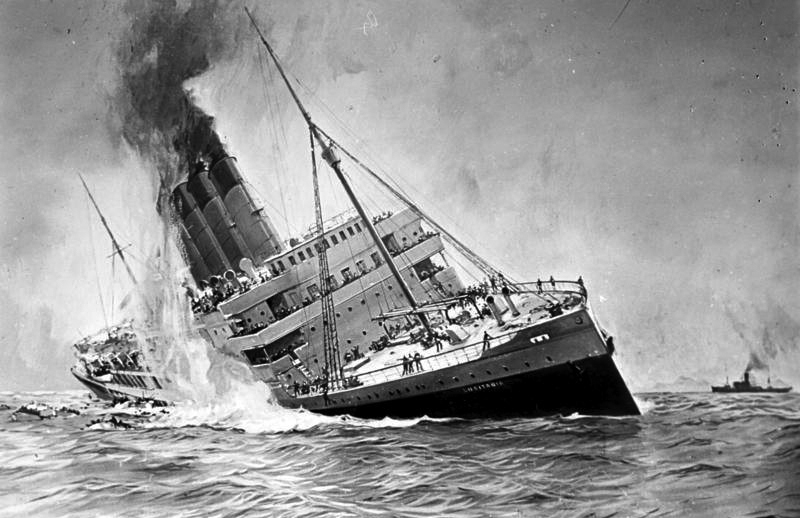
L'affondamento in un dipinto dell'epoca

Sulla base delle testimonianze dei fuochisti del Lusitania sopravvissuti, si seppe che le caldaie rimasero intatte. Lo scoppio del siluro si limitò a provocare lo sbandamento laterale di 15 gradi sul lato destro e il repentino allagamento dei carbonili, provocando una nuvola di polvere, fumo e gas di carbone che uscì dalle prese d'aria collocate intorno ai fumaioli. Accortosi che la nave aveva continuato a procedere in avanti favorendo l'allagamento, il capitano Turner ordinò l'indietro tutta delle macchine, ma la pressione esercitata sulle turbine poppiere in quelle condizioni causò una vampata di ritorno che spezzò una delle condotte del vapore, scoperchiando improvvisamente uno dei condensatori sul ponte lance affollato di passeggeri. Dopo 4 minuti l'intero circuito elettrico della nave si interruppe, lasciandola al buio. I marconisti continuavano a trasmettere grazie al generatore d'emergenza, che comunque smise di funzionare poco dopo. Nel frattempo la nave continuava a procedere.
Dopo 13 minuti il Lusitania si trovava inclinato sul lato destro di 25 gradi, con gli oblò di prora completamente sommersi, e imbarcava acqua al ritmo di circa 3 tonnellate al secondo. Il forte sbandamento laterale si sommava a quello longitudinale, rendendo impossibile calare a mare le scialuppe sul lato sinistro: la scialuppa n. 2 si sfasciò schiacciando i suoi passeggeri contro la plancia, la n. 4 si sfasciò sui rottami della n. 2, mentre il comandante in seconda Anderson cercava di convincere donne e bambini a uscire dalla n. 6, per allontanarla il più possibile fuori bordo. Nella confusione generale, i passeggeri maschi furono chiamati ad aiutare l'equipaggio ma anche le lance n. 6, 8 e 10 finirono fracassate una sopra l'altra, in un mucchio informe di rottami e di cadaveri. La n. 12 si capovolse poco prima di toccare il mare, rovesciando in acqua parte dei suoi occupanti per poi cadere sui naufraghi. La n. 14 si schiantò sul relitto della 12, la n. 16 precipitò sfasciandosi in acqua e la n. 20 si ruppe contro la fiancata della nave. La n. 18 fu oggetto di un atto di disobbedienza da parte di un passeggero, Isaac Lehmann, che impugnando una pistola la fece liberare dai tiranti senza aspettare che questa fosse uscita fuoribordo: la barca si appoggiò sul ponte dove cominciò a rotolare a causa della forte inclinazione, aprendosi sanguinosi varchi nella folla circostante.

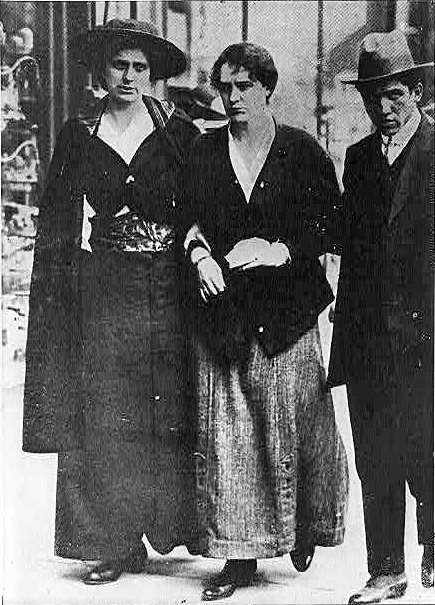
Alcuni superstiti del Lusitania ripresi pochi giorni dopo il disastro

Sul lato di dritta al contrario le scialuppe pendolavano a una distanza enorme dallo scafo, ma si riuscì a calarne alcune con successo. Le barche semivuote tornarono indietro a raccogliere decine di naufraghi che, dopo essersi buttati in acqua, nuotarono per raggiungerle. Fu il 3º ufficiale subalterno Albert Bestic a meravigliarsi dell'acqua inaspettatamente tiepida; raccontò inoltre di essersi recato nel salone-atrio di prima classe e di avervi visto parecchi uomini agganciare le cinture di salvataggio ad alcune ceste di vimini contenenti bambini. Le ceste affondarono tutte nel risucchio provocato dal rapido affondamento, e solo 4 bambini su 35 imbarcati sopravvissero al disastro.
Nel frattempo il sole aveva diradato la nebbia e fu possibile vedere che la nave drizzava la poppa verso il cielo, con le eliche fuori dall'acqua e la prua sommersa fino a toccare il fondo marino, mentre lo scafo cominciava a ridiscendere in orizzontale facendo perno sulla prua. Poco dopo anche la poppa si immerse completamente. Dal punto in cui era stata silurata, la nave aveva percorso più di 3 km. Il Lusitania calò completamente a picco appena 18 minuti dopo il siluramento; delle sue 48 scialuppe, soltanto 6 raggiunsero Queenstown, portando a termine la loro opera di salvataggio.
Dopo l'SOS, spedito alle ore 14:15, l'ammiraglio Coke ordinò all'incrociatore Juno (che avrebbe dovuto scortare il transatlantico) di portarsi sul luogo del disastro, ma per ordini immediatamente successivi dell'ammiraglio Oliver e del braccio destro di Churchill Fisher, il Juno rientrò ancora una volta a Queenstown nel timore di venire a sua volta affondato dagli U-Boot.
Molti cadaveri vennero trascinati dalle correnti sulle coste irlandesi, specie a Garretstown Strand e a Courtmacsherry Bay, dove le squadre di ricerca ricevettero un premio in denaro da parte della Cunard: una sterlina per un cadavere britannico, due sterline per un cadavere americano. Gli inglesi contarono esattamente 1 198 vittime, tra cui 123 statunitensi, mentre in realtà i morti furono 1 201: vennero infatti omessi i tre corpi dei tedeschi inviati sul Lusitania da Franz von Papen allo scopo di fotografare eventuali materiali sospetti, i quali furono subito scoperti e tenuti a bordo come prigionieri. In seguito il segretario personale del presidente americano Wilson, Joseph Tumulty, fece credere a Washington che le spie fossero in possesso di un ordigno esplosivo, mentre invece si trattava di una semplice macchina fotografica.

### Conseguenze politiche

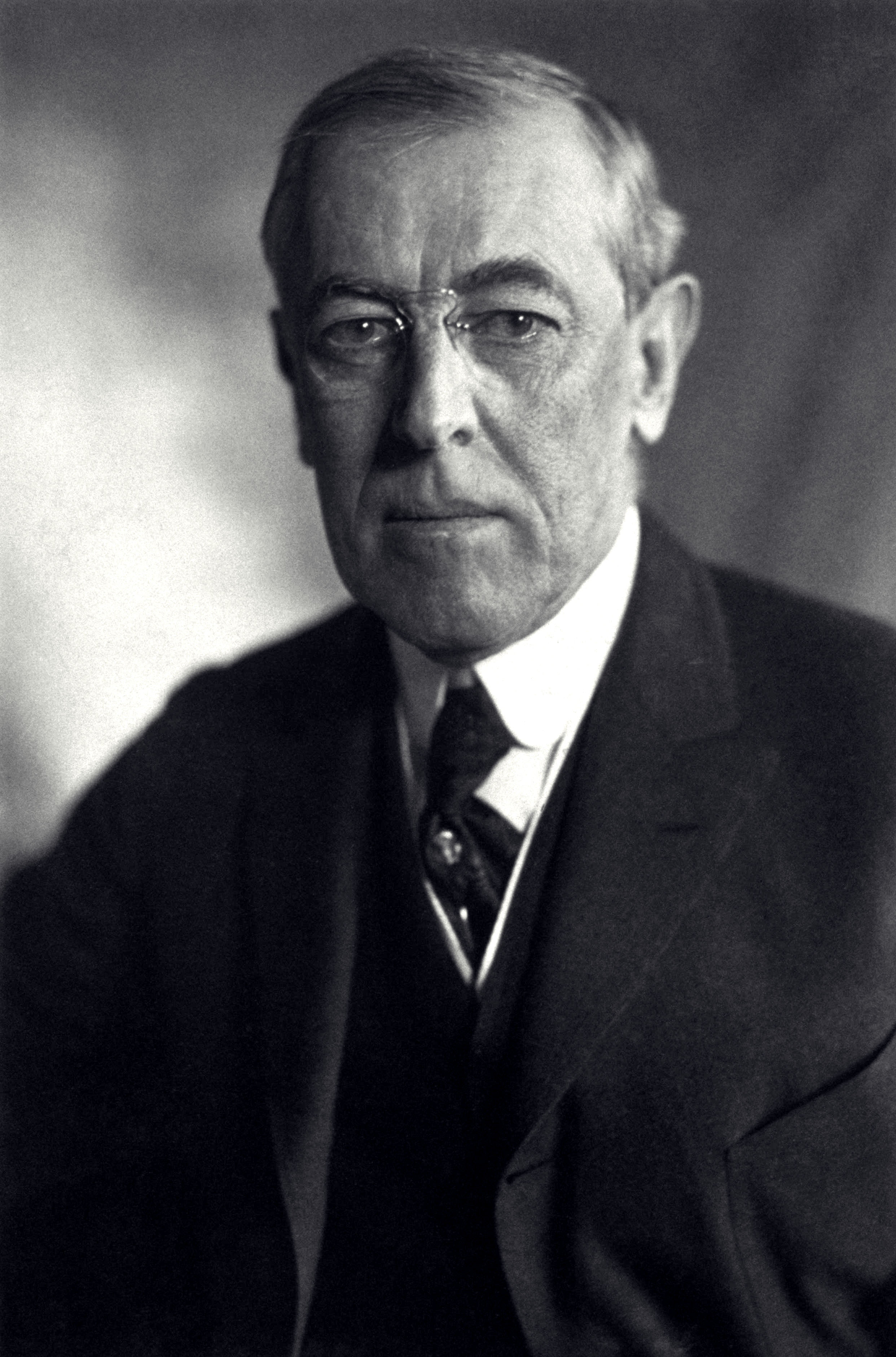
Il presidente statunitense Woodrow Wilson

La notizia del disastro giunse a Londra la sera stessa durante un pranzo di gala all'ambasciata statunitense, dove il colonnello House - lo stesso che era stato inviato dal presidente Wilson come emissario di pace - auspicò che gli Stati Uniti sarebbero entrati in guerra entro la fine di maggio. Come prima reazione, l'ambasciatore statunitense a Berlino cominciò i preparativi per chiudere l'ambasciata senza nemmeno attendere istruzioni dal Dipartimento di Stato, mentre Wilson diede ordine di accertarsi se il Lusitania trasportasse o meno materiale esplosivo. La risposta che ricevette tramite l'ispettore della dogana fu che la nave trasportava "materiale di contrabbando di qualche tipo", elencando grossi quantitativi di munizionamento.
Il giorno dopo, 8 maggio, l'ambasciatore Page telegrafò alla Casa Bianca dicendo che l'Inghilterra era pronta a chiedere l'intervento armato americano, ma Wilson lo respinse accusandolo di essersi lasciato trasportare "dalla pubblica opinione". Page rafforzò le sue argomentazioni con l'affermazione secondo cui la vittoria della Germania avrebbe mandato l'Inghilterra in bancarotta, facendo fallire i floridi scambi commerciali tra Londra e Washington, e che quindi gli Stati Uniti non potevano certamente lasciare che l'Inghilterra perdesse la guerra. Il momento politico opportuno per scendere in campo contro la Germania sarebbe stato quello successivo alle presidenziali del 1916.
Per tacitare l'accusa da parte dell'opinione pubblica inglese di essere un "codardo" o di nutrire simpatie filo-tedesche, lo stesso Wilson - che pure aveva strenuamente difeso le proprie idee pacifiste e aveva capito che il Lusitania trasportava materiale bellico - durante il Congresso dell'11 maggio dichiarò ufficialmente che il transatlantico era "inerme", discutendo la possibile rottura dei rapporti diplomatici con la Germania. Da parte loro i tedeschi, per bocca del giornale Vossische Zeitung di Berlino, commentavano che: «Il governo statunitense non doveva ammettere che cittadini americani servissero da scudo al contrabbando inglese. In questo senso, l'America si è lasciata sfruttare indegnamente e luttuosamente dall'Inghilterra. Adesso, invece di chiamare alla resa dei conti l'Inghilterra, invia una protesta al governo germanico.»
Gli inglesi presentarono l'affondamento come un incidente dovuto ai tedeschi e al comandante della nave William Turner. Il 9 maggio Churchill si rifiutò di tenere una dichiarazione pubblica su invito dell'ammiraglio Oliver, il quale preparò insieme al capitano Webb un rapporto da sottoporre all'ammiragliato. In questo rapporto, Webb ricordò che in tempo di guerra le navi non dovevano seguire le normali rotte di linea e fece presente che il giorno del siluramento il Lusitania si era attenuto a questa direttiva passando a non meno di 15 miglia dalla costa. Omettendo il fatto che la rotta abitualmente seguita dal piroscafo britannico in tempo di pace passava a sole due miglia dallo scoglio di Fastnet, Webb fece credere che il comandante Turner avesse clamorosamente sbagliato rotta; omise inoltre di dire che la velocità era stata ridotta a causa della nebbia. Il rapporto di Webb, in sostanza, sosteneva che Turner si fosse comportato in modo assolutamente incompetente o tale da sembrare un doppiogiochista, al soldo dei tedeschi. Anche Fisher fu dello stesso avviso, inviando una nota indirizzata a Churchill che diceva: «Sono certo che il comandante Turner sia un briccone corrotto per denaro.» Churchill acconsentì e volle che fosse proprio Webb a testimoniare contro Turner al processo, affermando: «Ritengo opportuno sollecitare l'ammiragliato contro il comandante tramite un bravo legale; ritengo che il capitano Webb debba essere chiamato a testimoniare e patrocinare la causa dell'ammiragliato.»
L'inchiesta formale fu presieduta da lord Mersey, alto commissario del Regno Unito per i naufragi, che già tre anni prima aveva condotto l'inchiesta inglese relativa al più celebre disastro navale di sempre, quello del Titanic. Mersey concluse la disputa elaborando un compromesso: il comandante Turner fu assolto e l'affondamento fu imputato al lancio di due siluri e non al materiale bellico trasportato, di cui per altro non si fece menzione. Due giorni dopo la sentenza definitiva, Mersey diede le dimissioni e, in privato, confessò che il caso del Lusitania fu "una faccenda maledettamente sporca".

## Il relitto
Il relitto del Lusitania si trova in acque territoriali irlandesi, adagiato sul fondale dell'oceano Atlantico a 11 miglia (18 km) al largo della Old Head di Kinsale. Coricato su un fianco a una profondità di 93 metri, si presenta in uno stato di conservazione pessimo: è contorto nella sezione prodiera di quasi 45° ed avvolto da grandi reti da pesca, che rendono praticamente impossibile un'esaustiva ispezione, e presenta un largo squarcio a prua, nella sede in cui esplose il siluro che affondò la nave. La presenza delle reti e la gelida temperatura dell'acqua rappresentano, assieme alla profondità e alle forti correnti oceaniche, un rischio per le immersioni. È stato identificato ed esaminato per la prima volta nel 1993, 78 anni dopo l'affondamento, da una squadra scientifica guidata dal ricercatore Robert Ballard, lo stesso che otto anni prima aveva scoperto il relitto del Titanic.
Nel 1982 la società statunitense Oceaneering International recuperò svariati manufatti dal relitto, comprese tre delle quattro eliche della nave; l'esemplare in migliori condizioni fu poi acquistato nel 1989 dal Merseyside Maritime Museum di Liverpool ed è oggi esposto in mostra permanente sulla banchina davanti al museo.

## IlLusitaniain letteratura
Il Lusitania viene citato nel saggio storico Cacciatori del mare di Clive Cussler, nel saggio storico I Corsari degli Abissi di Lowell Thomas, nel romanzo Il giardino dei segreti di Kate Morton, nel romanzo Avversario segreto di Agatha Christie, nel romanzo La caduta dei giganti di Ken Follett, nel romanzo Come la brezza e la tempesta di Liana Zimmardi, in un albo del fumetto Martin Mystère del 1982, nel romanzo Il cardellino di Donna Tartt, nel libro Ascolta la Luna di Michael Morpurgo. Gli è stato inoltre dedicato il libro Scia di morte. L'ultimo viaggio del Lusitania di Erik Larson. L'affondamento del Lusitania viene citato anche ne "Il tempo ritrovato" ultimo volume de "Alla ricerca del tempo perduto" di Marcel Proust.